# إشتفان هرمان
إشتفان هرمان (بالمجرية: Hermann István) (و. 1925 – 1986 م) هو فيلسوف مجري، ولد في بودابست، كان عضوًا في الأكاديمية الهنغارية للعلوم، توفي في بودابست، عن عمر يناهز 61 عاماً.